# Gustducin
Gustducin je G protein asociran sa osnovnim ukusima i sistemom ukusa. Usled njegovog relativno nedavnog otkrića i izolacije, njegova priroda i signalni putevi su delimično istraženi. Poznato je da učestvuje u prenosu gorkog, slatkog i umami ukusa, i da ima mnoštvo signalni puteva (posebno za detekciju gorkog stimulusa). Jedna od intrigantnih karakteristika gustducin je njegova sličnost sa transducinom. Ta dva G proteina su strukturno i funkcionalno slična, iz čega sledi da je čulo ukusa evoluiralo na sličan način kao i čulo vida.
Gustducin je heterotrimerni protein formiran od proizvoda GNAT3 (α-podjedinica), GNB1 (β-podjedinica) i GNG13 (γ-podjedinica) gena.

## Literatura
- Hoon MA, Northup JK, Margolskee RF, Ryba NJ (1995). „Functional expression of the taste specific G-protein, alpha-gustducin”. Biochem. J. 309. ( Pt 2): 629—36. PMC 1135777 . PMID 7626029.
- Fischer A, Gilad Y, Man O, Pääbo S (2005). „Evolution of bitter taste receptors in humans and apes”. Mol. Biol. Evol. 22 (3): 432—6. PMID 15496549. doi:10.1093/molbev/msi027.
- Lindemann B (1996). „Chemoreception: tasting the sweet and the bitter”. Curr. Biol. 6 (10): 1234—7. PMID 8939555. doi:10.1016/S0960-9822(96)00704-X.
- Lindemann B (1999). „Receptor seeks ligand: on the way to cloning the molecular receptors for sweet and bitter taste”. Nat. Med. 5 (4): 381—2. PMID 10202923. doi:10.1038/7377.
- Margolskee RF (2002). „Molecular mechanisms of bitter and sweet taste transduction”. J. Biol. Chem. 277 (1): 1—4. PMID 11696554. doi:10.1074/jbc.R100054200.
- Spielman AI (1998). „Gustducin and its role in taste”. J. Dent. Res. 77 (4): 539—44. PMID 9539456. doi:10.1177/00220345980770040601.
- Smith DV, Margolskee RF (2001). „Making sense of taste”. Sci. Am. 284 (3): 32—9. PMID 11234504. doi:10.1038/scientificamerican0301-32.
- Wong GT, Gannon KS, Margolskee RF (1996). „Transduction of bitter and sweet taste by gustducin”. Nature. 381 (6585): 796—800. PMID 8657284. doi:10.1038/381796a0.

## Spoljašnje veze
- gustducin на 